# XB-38 (航空機)
 XB-38
- 用途：爆撃機
- 製造者： ボーイング/ベガ（ロッキード）
- 運用者： アメリカ陸軍（航空軍）
- 初飛行：1943年5月19日
- 生産数：1機
- 運用状況：試作のみ

XB-38は、アメリカ合衆国のボーイング社製B-17を基にベガ社が改造した機体である。試作のみで量産には至らなかった。

## 概要
量産されているB-17の搭載するR-1820空冷エンジンが不足した場合に備え、代用エンジンとしてV-1710-89液冷エンジンに換装する試作改造がB-17量産を担当していたベガ社で行なわれ、B-17E一機が改造された。
機体は1943年5月19日初飛行し、テストが進められたが、同年6月16日の9回目のテスト飛行で第3エンジンが発火して試作機が墜落、そのまま計画中止になった。当初予想したR-1820が不足する事がなかったどころか代用のV-1710自体がP-38、P-39、P-40などといった戦闘機に必要とされたので、B-17の代用とする事が出来なくなったためであった。

## スペック
- 全長：22.7 m
- 全幅：31.6 m
- 全高：5.8 m
- 翼面積：141.9 m2
- 空虚重量：24,900 kg
- 全備重量：28,183 kg
- 最大離陸重量：29,000 kg
- 翼面荷重量：231 kg/m2
- 発動機：アリソン V-1710-89 (TC付) 液冷V型12気筒(1,425hp) 4基
- 出力荷重比：0.0655 hp/lb
- 最大速度：526 km/h
- 巡航速度：364 km/h
- 航続距離：3,100 km
- 実用上昇限度：11,200 m
- 乗員：10名
- 武装
  - ブローニング M2 12.7mm 機関銃 13丁
  - 爆弾2,700 kg